# Anthony Poola

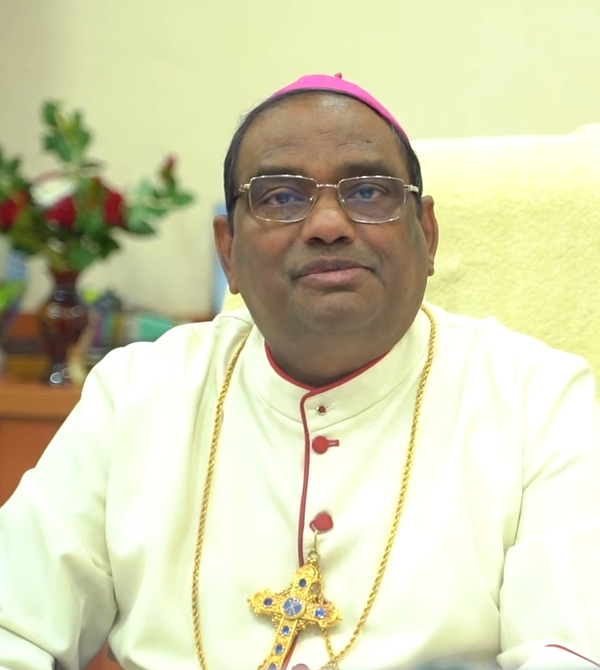
Erzbischof Anthony Poola (Juni 2022)

Wappen von Anthony Poola

Anthony Kardinal Poola (* 15. November 1961 in Poluru, Andhra Pradesh) ist ein indischer Geistlicher und römisch-katholischer Erzbischof von Hyderabad.

## Leben
Anthony Poola wuchs in armen Verhältnissen auf und musste nach der siebten Klasse die Schule abbrechen. Er besuchte das Kleine Seminar in Nuzvid. Anschließend studierte er Philosophie und Katholische Theologie am St. Peter’s Pontifical Seminary in Bangalore. Am 20. Februar 1992 empfing Poola das Sakrament der Priesterweihe für das Bistum Cuddapah.
Poola war zunächst als Pfarrvikar an der Kathedrale St. Mary in Cuddapah tätig, bevor er 1993 Pfarrvikar in Amagampalli wurde. Danach wirkte er als Pfarrer der Pfarreien in Tekurpet (1994–1995), Our Lady of Fatima in Badvel (1995–2000) und Holy Cross in Veerapally (2000–2001). Zudem fungierte er von 1995 bis 2000 als Direktor des St. Thomas Boarding Home in Badvel und von 2000 bis 2001 des Vander Valk Boy’s Boarding Home in Veerapally. 2001 wurde Anthony Poola für weiterführende Studien in die USA entsandt, wo er 2003 an der Loyola University Chicago einen Master im Fach Gesundheitspastoral erwarb. Daneben war er Seelsorger in den Pfarreien St. Joseph im Bistum Kalamazoo (2001–2002) und St. Genevieve im Erzbistum Chicago (2002–2003). Nach der Rückkehr in seine Heimat wurde Poola Koordinator der Christian Foundation for Children and Aging, Sekretär für die Bildung und stellvertretender Verwalter der kirchlichen Schulen im Bistum Cuddapah. Ferner war er Koordinator des Sponsorship Program. Außerdem gehörte er dem Konsultorenkollegium an.
Am 8. Februar 2008 ernannte ihn Papst Benedikt XVI. zum Bischof von Kurnool. Der Erzbischof von Hyderabad, Marampudi Joji, spendete ihm am 19. April desselben Jahres auf dem Sportplatz des Jesus Mary Joseph College in Kurnool die Bischofsweihe; Mitkonsekratoren waren der Erzbischof von Visakhapatnam, Mariadas Kagithapu MSFS, und der Bischof von Guntur, Bali Gali. Sein Wahlspruch Good news to the poor („Den Armen die frohe Botschaft bringen“) stammt aus Lk 4,18 . In der regionalen Bischofskonferenz von Telugu (TCBC) war Anthony Poola von 2008 bis 2015 Vorsitzender der Kommission für die Jugend sowie der Kommission für die Scheduled Castes und Other Backward Classes. Zudem leitete er von 2008 bis 2020 die Andhra Pradesh Social Service Society. Von 2014 bis 2020 war Poola Generalsekretär und Schatzmeister der Bischofskonferenz von Telugu.
Papst Franziskus bestellte ihn am 19. November 2020 zum Erzbischof von Hyderabad. Die Amtseinführung fand am 3. Januar des folgenden Jahres statt.
Im Konsistorium vom 27. August 2022 nahm ihn Papst Franziskus als Kardinalpriester mit der Titelkirche Santi Protomartiri a Via Aurelia Antica in das Kardinalskollegium auf. Damit ist Poola der erste Dalit sowie auch der erste Angehörige der Ethnie der Telugu, der zum Kardinal kreiert wurde. Die Besitzergreifung seiner Titelkirche fand am 2. Juli des folgenden Jahres statt. Nach dem Tod von Papst Franziskus nahm Kardinal Poola am Konklave 2025 teil. Er gilt als Verfechter sozialer Gerechtigkeit und kritisiert, dass trotz der offiziellen Abschaffung des Kastensystems dessen Auswirkungen weiter bestehen.
Am 7. Oktober 2022 berief ihn Papst Franziskus zum Mitglied des Dikasteriums für die ganzheitliche Entwicklung des Menschen.
Vom 29. Oktober 2022 bis zum 30. April 2024 verwaltete er zusätzlich das vakante Bistum Nalgonda als Apostolischer Administrator.